# Dirka po Italiji 1925
Dirka po Italiji 1925 (italijansko Giro d'Italia 1925) je 13. izvedba dirke po Italiji, tritedenske moške cestne kolesarske etapne dirke. Začela se je 16. maja v Milanu in končala 7. junija v Milanu. Sodelovalo je 126 kolesarjev iz treh ekip in privatnih kolesarjev. Skupno zmago je prvič osvojil Alfredo Binda (Legnano–Pirelli), drugo mesto Costante Girardengo (Wolsit–Pirelli), tretje pa Giovanni Brunero (Legnano–Pirelli).

## Ekipe
- Aliprandi
- Legnano–Pirelli
- Wolsit–Pirelli

## Etape
| Etapa | Datum    | Štart/Cilj          | Razdalja    | Tip         | Tip             | Zmagovalec                | Vodilni                   |
| ----- | -------- | ------------------- | ----------- | ----------- | --------------- | ------------------------- | ------------------------- |
| 1     | 16. maj  | Milano – Torino     | 278,1 km    |             | gorska etapa    | Pietro Linari (ITA)       | Pietro Linari (ITA)       |
|       | 17. maj  | dan počitka         | dan počitka | dan počitka | dan počitka     | dan počitka               | dan počitka               |
| 2     | 18. maj  | Torino – Arenzano   | 279,2 km    |             | gorska etapa    | Costante Girardengo (ITA) | Costante Girardengo (ITA) |
|       | 18. maj  | dan počitka         | dan počitka | dan počitka | dan počitka     | dan počitka               | dan počitka               |
| 3     | 20. maj  | Arenzano – Pisa     | 315 km      |             | gorska etapa    | Pierino Bestetti (ITA)    | Costante Girardengo (ITA) |
|       | 21. maj  | dan počitka         | dan počitka | dan počitka | dan počitka     | dan počitka               | dan počitka               |
| 4     | 22. maj  | Pisa – Rim          | 337,1 km    |             | gorska etapa    | Costante Girardengo (ITA) | Costante Girardengo (ITA) |
|       | 23. maj  | dan počitka         | dan počitka | dan počitka | dan počitka     | dan počitka               | dan počitka               |
| 5     | 24. maj  | Rim – Neapelj       | 260 km      |             | ravninska etapa | Gaetano Belloni (ITA)     | Alfredo Binda (ITA)       |
|       | 25. maj  | dan počitka         | dan počitka | dan počitka | dan počitka     | dan počitka               | dan počitka               |
| 6     | 26. maj  | Neapelj – Bari      | 314,2 km    |             | gorska etapa    | Alfredo Binda (ITA)       | Alfredo Binda (ITA)       |
|       | 27. maj  | dan počitka         | dan počitka | dan počitka | dan počitka     | dan počitka               | dan počitka               |
| 7     | 28. maj  | Bari – Benevento    | 234,9 km    |             | gorska etapa    | Costante Girardengo (ITA) | Alfredo Binda (ITA)       |
|       | 29. maj  | dan počitka         | dan počitka | dan počitka | dan počitka     | dan počitka               | dan počitka               |
| 8     | 30. maj  | Benevento – Sulmona | 275 km      |             | gorska etapa    | Giovanni Brunero (ITA)    | Alfredo Binda (ITA)       |
|       | 31. maj  | dan počitka         | dan počitka | dan počitka | dan počitka     | dan počitka               | dan počitka               |
| 9     | 1. junij | Sulmona – Arezzo    | 376,8 km    |             | gorska etapa    | Costante Girardengo (ITA) | Alfredo Binda (ITA)       |
|       | 2. junij | dan počitka         | dan počitka | dan počitka | dan počitka     | dan počitka               | dan počitka               |
| 10    | 3. junij | Arezzo – Forlì      | 224,3 km    |             | gorska etapa    | Costante Girardengo (ITA) | Alfredo Binda (ITA)       |
|       | 4. junij | dan počitka         | dan počitka | dan počitka | dan počitka     | dan počitka               | dan počitka               |
| 11    | 5. junij | Forlì – Verona      | 318 km      |             | ravninska etapa | Costante Girardengo (ITA) | Alfredo Binda (ITA)       |
|       | 6. junij | dan počitka         | dan počitka | dan počitka | dan počitka     | dan počitka               | dan počitka               |
| 12    | 7. junij | Verona – Milano     | 307,9 km    |             | gorska etapa    | Gaetano Belloni (ITA)     | Alfredo Binda (ITA)       |
|       | Skupaj   | Skupaj              | 3520,5 km   | 3520,5 km   | 3520,5 km       | 3520,5 km                 | 3520,5 km                 |

## Končna razvrstitev

### Skupni seštevek
| Poz. | Kolesar                    | Ekipa           | Čas          |
| ---- | -------------------------- | --------------- | ------------ |
| 1    | Alfredo Binda (ITA)        | Legnano–Pirelli | 137h 31' 13" |
| 2    | Costante Girardengo (ITA)  | Wolsit–Pirelli  | + 4' 58"     |
| 3    | Giovanni Brunero (ITA)     | Legnano–Pirelli | + 7' 22"     |
| 4    | Gaetano Belloni (ITA)      | Wolsit–Pirelli  | + 26' 29"    |
| 5    | Nello Ciaccheri (ITA)      | Legnano–Pirelli | + 37' 57"    |
| 6    | Ermanno Vallazza (ITA)     | Legnano–Pirelli | + 1h 00' 27" |
| 7    | Pierino Bestetti (ITA)     | Wolsit–Pirelli  | + 1h 15' 10" |
| 8    | Gianbattista Gilli (ITA)   | —               | + 1h 25' 18" |
| 9    | Giovanni Trentarossi (ITA) | —               | + 1h 40' 45" |
| 10   | Pasquale Di Pietro (ITA)   | —               | + 2h 31' 23" |

| Skupna razvrstitev kolesarjev (11–39) | Skupna razvrstitev kolesarjev (11–39) | Skupna razvrstitev kolesarjev (11–39) | Skupna razvrstitev kolesarjev (11–39) |
| Poz.                                  | Kolesar                               | Ekipa                                 | Čas                                   |
| ------------------------------------- | ------------------------------------- | ------------------------------------- | ------------------------------------- |
| 11                                    | Giuseppe Pancera (ITA)                | Aliprandi                             | + 2h 32' 24"                          |
| 12                                    | Michele Gordini (ITA)                 | —                                     | + 3h 08' 22"                          |
| 13                                    | Antonio Tecchio (ITA)                 | —                                     | + 3h 30' 39"                          |
| 14                                    | Ottavio Pratesi (ITA)                 | —                                     | + 4h 28' 47"                          |
| 15                                    | Riccardo Gagliardi (ITA)              | —                                     | + 4h 45' 44"                          |
| 16                                    | Antonio Pancera (ITA)                 | —                                     | + 5h 17' 03"                          |
| 17                                    | Angelo Verona (ITA)                   | —                                     | + 5h 29' 24"                          |
| 18                                    | Azzelio Terreni (ITA)                 | —                                     | + 5h 50' 35"                          |
| 19                                    | Giovanni Rossignoli (ITA)             | —                                     | + 6h 27' 46"                          |
| 20                                    | Giovanni Del Taglio (ITA)             | —                                     | + 7h 41' 02"                          |
| 21                                    | Giuseppe Casadio (ITA)                | —                                     | + 7h 54' 52"                          |
| 22                                    | Luigi Cecilli (ITA)                   | —                                     | + 8h 18' 18"                          |
| 23                                    | Guido Oddone (ITA)                    | —                                     | + 8h 50' 44"                          |
| 24                                    | Gino Petri (ITA)                      | —                                     | + 9h 04' 55"                          |
| 25                                    | Antonio De Franceschi (ITA)           | —                                     | + 9h 26' 09"                          |
| 26                                    | Arnaldo Bergami (ITA)                 | —                                     | + 9h 39' 52"                          |
| 27                                    | Guido Messina (ITA)                   | —                                     | + 10h 09' 21"                         |
| 28                                    | Tito Brambilla (ITA)                  | —                                     | + 11h 09' 21"                         |
| 29                                    | Pierino Cazzaniga (ITA)               | —                                     | + 11h 09' 39"                         |
| 30                                    | Antonio Buelli (ITA)                  | —                                     | + 11h 46' 24"                         |
| 31                                    | Augusto Rho (ITA)                     | —                                     | + 12h 26' 22"                         |
| 32                                    | Umberto Ripamonti (ITA)               | —                                     | + 13h 11' 15"                         |
| 33                                    | Andrea Cazzaniga (ITA)                | —                                     | + 15h 12' 24"                         |
| 34                                    | Paolo Baldieri (ITA)                  | —                                     | + 15h 23' 03"                         |
| 35                                    | Angelo Brumana (ITA)                  | —                                     | + 16h 07' 40"                         |
| 36                                    | Francesco Barbalonga (ITA)            | —                                     | + 16h 48' 26"                         |
| 37                                    | Giuseppe Brenna (ITA)                 | —                                     | + 18h 41' 45"                         |
| 38                                    | Angelo Guidi (ITA)                    | —                                     | + 18h 45' 38"                         |
| 39                                    | Luigi Brivio (ITA)                    | —                                     | + 20h 29' 10"                         |